# Pouillé (Wandea)
Pouillé – miejscowość i gmina we Francji, w regionie Kraj Loary, w departamencie Wandea.
Według danych na rok 1990 gminę zamieszkiwało 505 osób, a gęstość zaludnienia wynosiła 29 osób/km² (wśród 1504 gmin Kraju Loary Pouillé plasuje się na 839. miejscu pod względem liczby ludności, natomiast pod względem powierzchni na miejscu 674.).